# Живі викопні

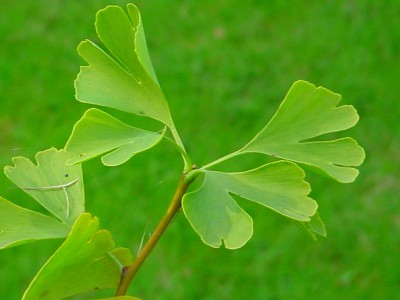

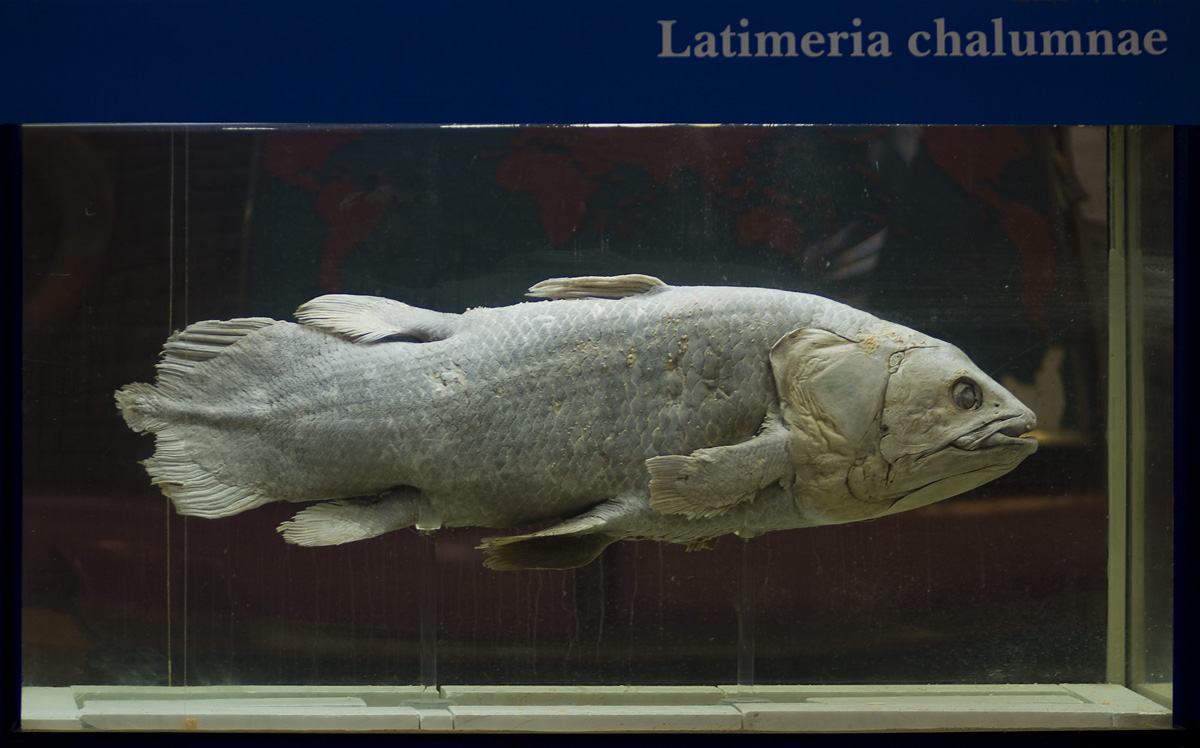

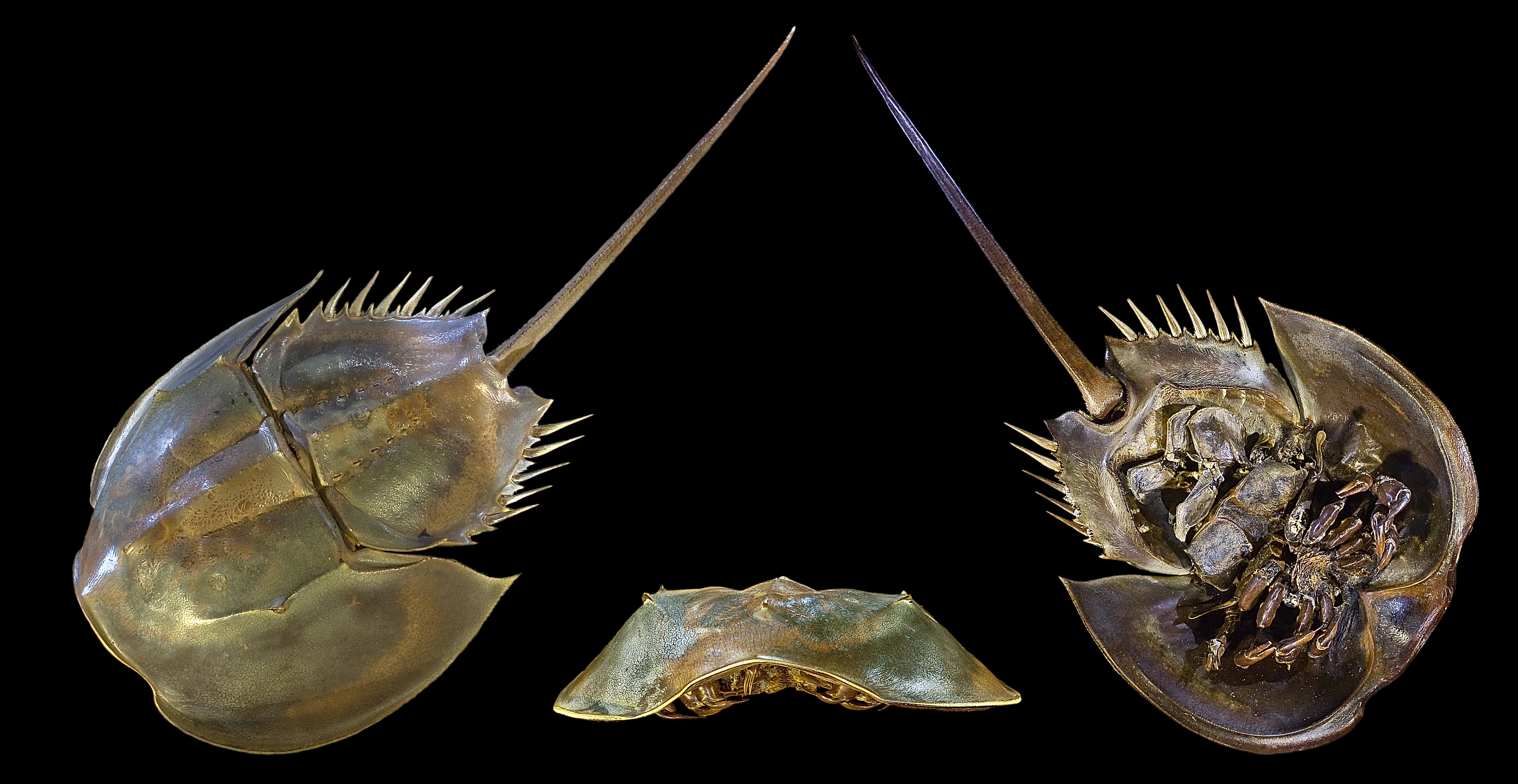
Мечохвости

Живі викопні, філогенетичні реліктові (від лат. reliquus, «ті, що залишились») — збірна назва нині існуючих видів рослин і тварин, які відносяться до крупних таксонів, які практично повністю вимерли десятки або сотні мільйонів років тому. Живі викопні, як правило, є палеоендеміками, так як збереження стародавніх видів полегшується при ізоляції від сучасніших конкурентів чи хижаків. Інтродукція нових видів на раніше ізольованій території здебільшого приводить до подальшого скорочення ареалу видів живих викопних.
Зокрема, відмічається різке скорочення ареалу дзьобоголових рептилій (ряд Rhynchocephalia) гатерій (Sphenodon punctatum), які до появи європейців заселяли всю Нову Зеландію. Інтродукція в Новій Зеландії собак, котів і пацюків завдали серйозної шкоди популяції гатерій. Цей вид зберігся тільки на невеликих остовах Новозеландського архіпелагу. До інших яскравих представників живих викопних можна віднести кистеперу рибу (Crossopterygii) латимерію (Latimeria) і рослину гінкго (Ginkgo biloba).
Живими викопними називають також види, які залишаються незмінними протягом довгого часу (персистуючі види). Прикладами таких організмів є щитні (Triops), організація яких не піддавалась помітним змінам з тріасового періоду (понад 200 млн років); двостулкові молюски (Leda, Nucula, Modiolus), які існують з кам'яновугільного періоду (близько 300 млн років); плечоногі (Lingula), які залишаються незмінними з девонського періоду (~380 млн років). При цьому середній час «життя» окремого виду складає не більше кількох мільйонів років.

## Приклади

### Бактерії
- Ціанобактерії — найстаріші живі викопні, що з'явилися ще 3,5 мільярди років тому. Вони існують як окремі бактерії, але їх часто зображають у вигляді Строматолітів, штучні каміння утворені внаслідок життєдіяльності ціанобактерій[1].

### Рослини
- Мохи
- Судинні спорові
  - Хвощ (Equisetum)
  - Плауноподібні
  - Деревоподібні папороті та Папоротеподібні

- Голонасінні
  - Гінкго дволопатеве (Ginkgo biloba)
- Метасеквоя (Metasequoia glyptostroboides)
- Сціадопітіс (Sciadopitys)
- Псилотоподібні (Psilotum)
- Wollemia nobilis[2]
- Вельвічія дивна (Welwitschia mirabilis)
- Ліквідамбар (Liquidambar)[3]

### Тварини
- Дводишні (Dipnoi)
- Амія (Amia calva)
- Латимерія (Latimeria)[4]
- Морські лілії (Crinoidea)
- Крокодили (Crocodilia)
- Мечохвости (Limulus polyphemus)
- Лаоський скельний щур (Laonastes aenigmamus)
- Лінгула (Lingula anatina)
- Однопрохідні (Monotremata)
- Аплодонтія (Aplodontia rufa)
- Mymarommatidae
- Неопіліни (Neopilina galateae)
- Первиннотрахейні (Onychophora)
- Оруссіди (Orussidae)
- Peloridiidae
- Пурпурова жаба (Nasikabatrachus sahyadrensis)
- Щитень літній (Triops cancriformis)
- Дзьобоголові (Sphenodon)
- Юродіди (Jurodidae)
- Гатерія (Tuatara)

### Гриби
- Неолектоміцети (Neolectomycetes)